# William Hurlstone
William Yeates Hurlstone (født 7. januar 1876 i London, England - død 30. maj 1906) var en engelsk komponist, pianist og lærer.
Hurlstone studerede klaver på Musikkonservatoriet i Croydon, og komposition på Det Kongelige Musikonservatorium i London hos Charles Villiers Stanford, som anså ham for en af sine bedste elever, ved siden af Ralph Vaughan Williams og Gustav Holst. Hurlstone har skrevet orkesterværker, en klaverkoncert, kammermusik, solostykker for flere instrumenter etc. Hans produktion er begrænset grundet hans alt for tidlige død i en alder af 30 år. Hurlstone nåede at undervise på Musikkonservatoriet i Croydon som lærer i klaver og kor instruktion.

## Udvalgte værker
- Klaverkoncert - for klaver og orkester
- Variationer på en svensk Air - for orkester
- Variationer over en ungarsk Air - for orkester
- Variationer over et originalt tema - for orkester
- Fantasi - for strygekvartet
- Klaver trio - for klaver, violin og cello